# Otto Ulmer (Landrat)
Otto Fritz Ulmer (* 1890; † 1946) war ein deutscher Verwaltungsjurist.

## Leben
Otto Ulmer studierte Rechtswissenschaften an der Universität Breslau. 1909 wurde er Mitglied des Corps Silingia Breslau. 1920 wurde er in Breslau zum Dr. iur. promoviert. 1921 wurde er zudem Mitglied der Corps Guestphalia Erlangen und Holsatia Berlin. Anschließend trat er in den preußischen Staatsdienst ein und wurde Regierungsrat bei der Regierung in Marienwerder. Von 1927 bis 1933 war er Landrat im Kreis Marienwerder in der Provinz Ostpreußen. Von 1937 bis 1945 war er Direktor der Berliner Verkehrsbetriebe.

## Schriften
- Das Eigentum am Sammelvermögen, 1920
- 75 Jahre Berliner Straßenbahn, in: Verkehrstechnik, 21. Jahrgang, 1940, Heft 13, S. 183–188